# Tribunal Superior de Justicia (Córdoba)
El Tribunal Superior de Justicia es el máximo Tribunal de justicia de la Provincia de Córdoba (Argentina), . Tiene su origen legal en la Constitución de la Provincia de Córdoba y en la Ley Orgánica del Poder Judicial de Córdoba.

## Funciones
El Tribunal Superior de Justicia (TSJ) es la máxima instancia judicial de la provincia. Tiene competencia territorial en toda la provincia. Está integrado por siete vocales, que eligen anualmente un presidente. Cuenta con cinco salas que tienen competencia específica en diferentes materias (Sala Penal, Sala Civil y Comercial, Sala Laboral, Sala Contencioso Administrativa, Sala Electoral y de Competencia Originaria). Estas salas están integradas por tres miembros cada una.
A través del recurso de casación y el directo, conforme a los requisitos establecidos por ley, los ciudadanos pueden someter a consideración del TSJ las sentencias dictadas por los tribunales inferiores.
Asimismo, el TSJ en pleno interviene de manera originaria y exclusiva (como tribunal de sentencia) en los siguientes casos:
- Acciones declarativas de inconstitucionalidad de las Leyes, Decretos, Reglamentos, Resoluciones, Cartas Orgánicas y Ordenanzas
- Cuestiones de competencia entre Poderes Públicos de la Provincia
- Conflictos internos de las municipalidades; entre distintos municipios; y entre las comunas y las autoridades provinciales
- Acciones por responsabilidad civil promovidas contra magistrados o funcionarios del Poder Judicial, con motivo del ejercicio de sus funciones, sin necesidad de remoción previa
- Los recursos extraordinarios de inconstitucionalidad

También ejerce la Superintendencia de la Administración de Justicia; dicta el Reglamento Interno del Poder Judicial atendiendo a los principios de celeridad, eficiencia y descentralización; nombra y remueve a sus empleados; fija el régimen disciplinario, respetando el derecho de defensa; y vigila la conducta de los magistrados, funcionarios y empleados, entre otras funciones enumeradas en la Ley Orgánica del Poder Judicial (link) y la Constitución de la Provincia de Córdoba.

## Salas
Cuenta con cinco salas especializadas en diferentes materias:
- Sala Penal
- Sala Civil
- Sala Laboral
- Sala Contencioso Administrativa
- Sala Electoral y de Competencia Originaria

## Vocales
Está integrado por siete vocales, de entre los cuales se elige un presidente.
- Dr. Luis Eugenio ANGULO - Presidente
- Dra. Aída Lucia Teresa TARDITTI - Vocal
- Dr. Luis Enrique RUBIO - Vocal
- Dra. María Marta CÁCERES de BOLLATI  - Vocal
- Dr. Sebastian Cruz LOPEZ PEÑA - Vocal
- Dr. Domingo Juan SESIN - Vocal
- Dra. Jessica VALENTINI - Vocal